# پولوریجی
پولوریجی (به ایتالیایی: Polverigi) یک کومونه در ایتالیا است که در استان آنکونا واقع شده‌است. پولوریجی ۲۴٫۶ کیلومتر مربع مساحت و ۴٬۰۵۱ نفر جمعیت دارد و ۱۴۸ متر بالاتر از سطح دریا واقع شده‌است.